# Magnus Ruuth

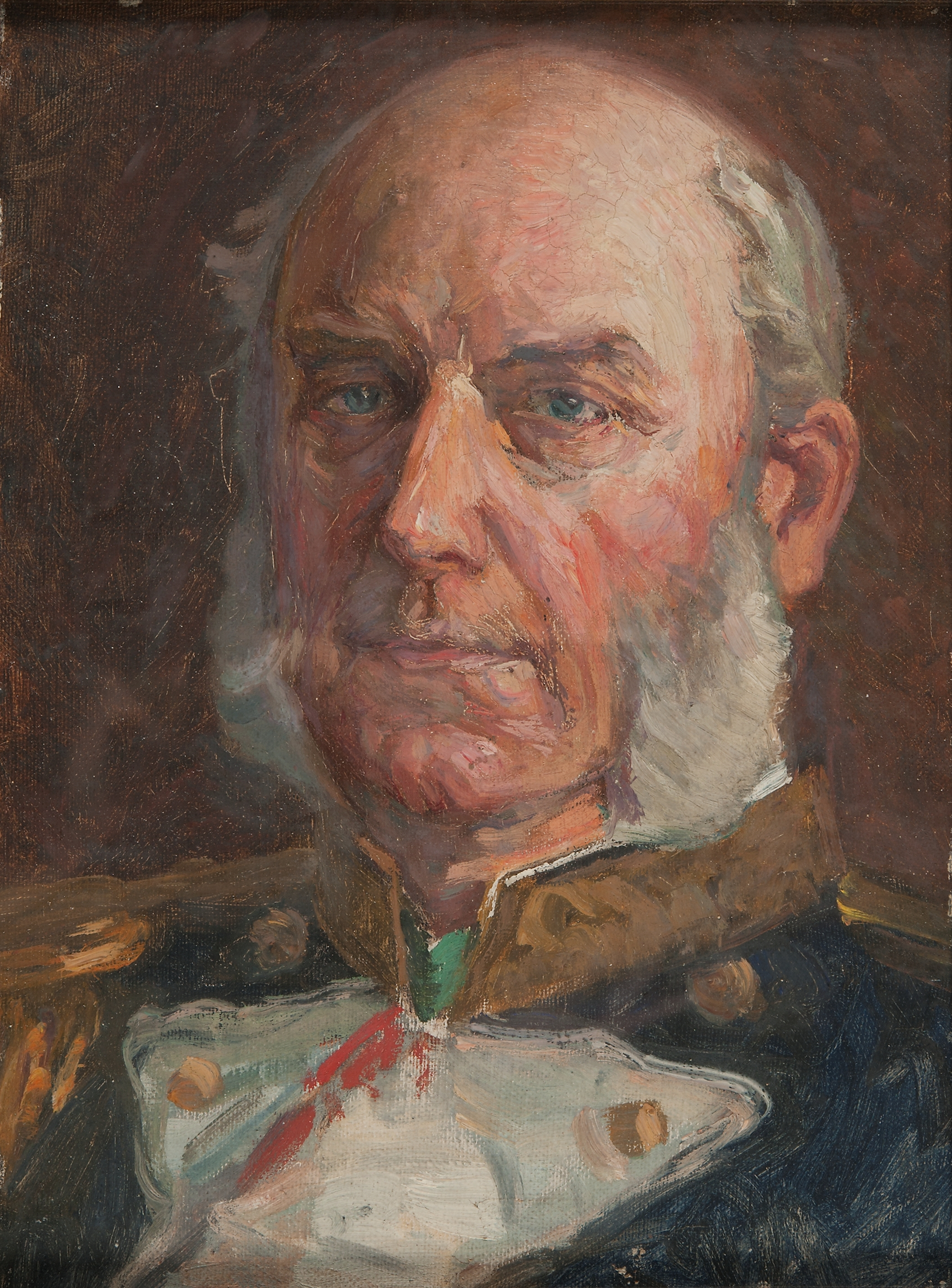
Magnus Ruuth, porträtterad av Hilma af Klint.

Magnus Daniel Ruuth, född den 17 december 1835 i Karlskrona, död den 11 juni 1903 i Saltsjöbaden, var en svensk greve, sjömilitär och ämbetsman. Han var sonsons son till Eric Ruuth, sondotters son till Carl Wilhelm Modée och dotterson till Magnus Palmqvist.
Ruuth blev sekundlöjtnant vid flottan 1856, löjtnant vid Skärgårdsartilleriet 1866 och kapten 1872. Han blev ekipagemästare vid Stockholms örlogsstation sistnämnda år, adjutant i Sjöförsvarsdepartementets kommandoexpedition 1877 och tillförordnad inspektör vid Lotsstyrelsen 1881. Ruuth befordrades till kommendörkapten av andra graden i flottans reserv 1884 och av första graden 1888. Han var generallotsdirektör 1892–1900. Ruuth blev greve vid sin kusins död 1898. Han blev riddare av Svärdsorden 1880 och kommendör av första klassen av Vasaorden 1894.